# Ottjärnen (Nordmalings socken, Ångermanland, 706791-168555)
Ottjärnen är en sjö i Nordmalings kommun i Ångermanland och ingår i Öreälvens huvudavrinningsområde.